# Скошабенк арена
Скошабенк арена (енгл. Scotiabank Arena) је спортска дворана у Торонту која је у власништву компаније за комерцијалне некретнине која се зове Мејпл лиф спортс енд ентертејнмент (енгл. Maple Leaf Sports & Entertainment).